# Villette (Yvelines)
Villette ist eine französische Gemeinde mit 537 Einwohnern (Stand 1. Januar 2022) im Département Yvelines in der Region Île-de-France. Sie gehört zum Arrondissement Mantes-la-Jolie und zum Kanton Bonnières-sur-Seine. Die Einwohner werden Villettois genannt.

## Geographie
Villette befindet sich etwa acht Kilometer südlich von Mantes-la-Jolie und umfasst eine Fläche von 463 Hektar. Nachbargemeinden sind:
- Vert im Norden,
- Breuil-Bois-Robert im Osten,
- Arnouville-lès-Mantes im Südosten,
- Rosay im Süden und
- Boinvilliers im Westen.

## Toponymie
Der Name Villette geht auf den lateinischen Namen Villetta zurück, welcher eine kleine, ländliche Domäne bezeichnete.

## Bevölkerungsentwicklung
| Jahr      | 1962 | 1968 | 1975 | 1982 | 1990 | 1999 | 2006 | 2011 | 2021 |
| Einwohner | 223  | 234  | 295  | 300  | 439  | 470  | 520  | 515  | 528  |

## Sehenswürdigkeiten
- Kirche Saint-Martin aus dem 11. Jahrhundert
- Vier Lavoirs (ehemalige Waschplätze)

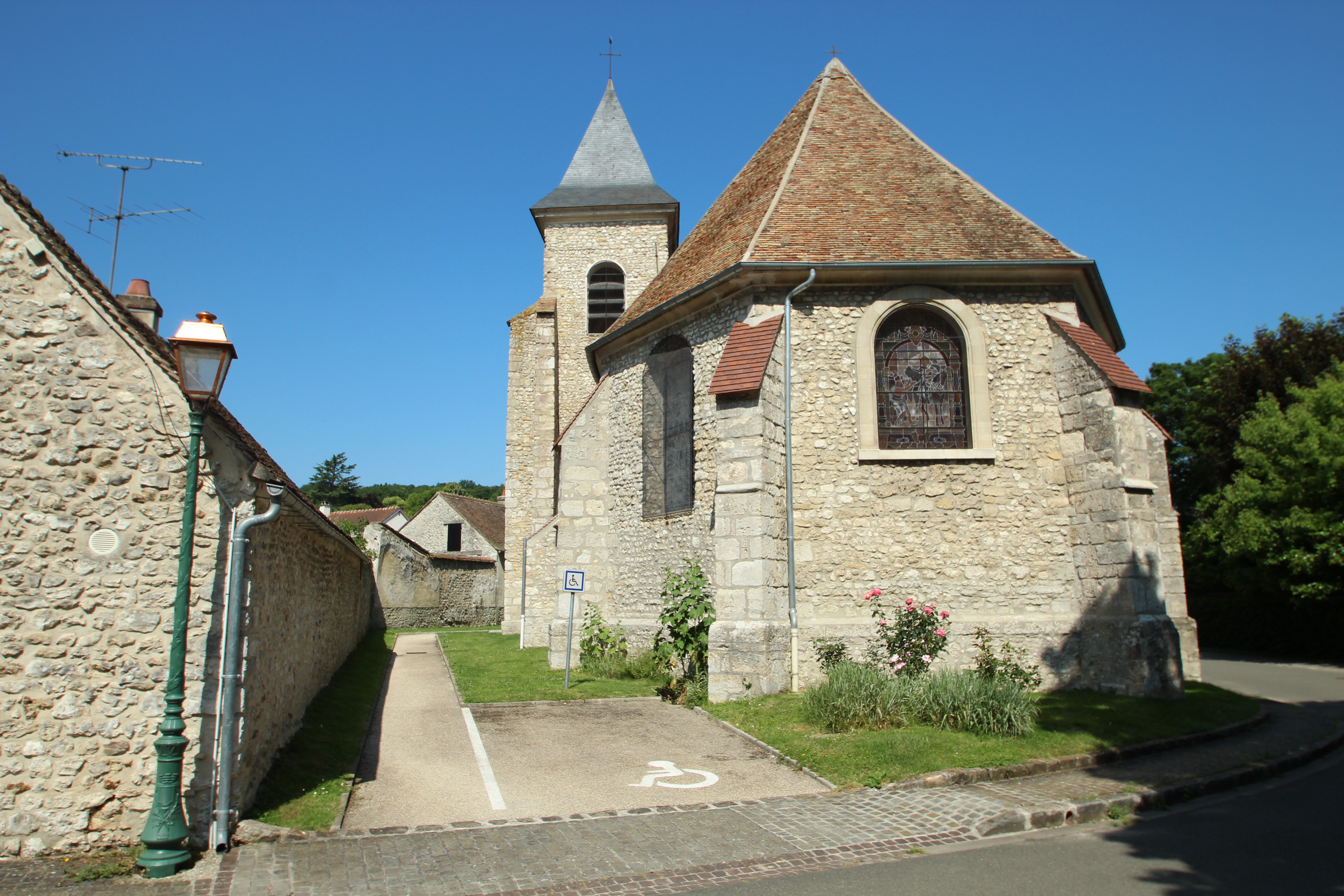
Kirche Saint-Martin

## Persönlichkeiten
- Der französische Schriftsteller Georges Courteline (1858–1929) lebte in der Gemeinde.